# Campeonato Amazonense de Futebol de 2017
O Campeonato Amazonense de Futebol de 2017 foi a 101ª edição da principal competição de futebol do estado, popularmente chamado de Barezão 2017, foi realizada entre Março e Maio de 2017, logo após o fim da Série B do mesmo ano, com a participação das 6 equipes que participaram e se mantiveram na elite através da edição anterior e mais as 2 promovidas da Segunda Divisão. Como premiação, o campeão ganhou uma vaga na Copa Verde, Copa do Brasil e Série D. O vice disputa as duas últimas e o vencedor da partida entre os dois eliminados nas semifinais herda a segunda vaga na Copa Verde.

## História
A FAF fixou o número de participantes em 8 equipes, rebaixando em 2016 o Clube Nacional Borbense e promovendo duas agremiações da Série B que passou a ser disputada imediatamente antes do torneio, como uma fase preliminar, contando neste ano com quatro equipes, das quais obtiveram o acesso o Holanda Esporte Clube e o Penarol Atlético Clube, este último voltando depois de ausência de uma temporada.
Para esta temporada devem ser rebaixados dois clubes, e o formato deve perdurar para 2018 com as equipes rebaixadas podendo disputar a Série B 2018 e a Série A em seguida, reforçando o conceito de fase preliminar da Série B.

### Transmissão
O torneio adota oficialmente o apelido de Barezão e passou a ter uma logomarca oficial nas transmissões da TV A Crítica, detentora de seus direitos de transmissão. Os jogos eram transmitidos às 15:15 dos Sábados.

### Perspectiva
Os péssimos resultados a nível regional obtidos pelos clubes locais aponta para um estadual enfraquecido, com clubes nivelados por baixo. O futebol do estado tem decaido ano após ano, chegando ao nível crítico de perder posição dentro da Região Norte.
A volta ao primeiro semestre e a extinção dos jogos às 11h tendem a ajudar na volta do público que se ausentou em 2016.
- Fast Clube - O fim do jejum em 2016 deu ao tricolor o favoritismo para 2017. Tendo a organização como marca, o clube da Boulevard deixou seu torcedor apreensivo depois da eliminação na Copa Verde diante de uma equipe de pequeno porte. Outrora amplo favorito, agora o Fast terá de mostrar a quê veio.
- Holanda - Voltando à 1ª divisão, a equipe de Rio Preto da Eva está longe de surpreender como fez em 2008. A morte de seu mais importante dirigente foi um marco negativo antes da estreia. Os laranjas tendem a voltar à Série B.
- Manaus - Clube organizado mas sem grandes recursos, o Gavião do Norte vai para sua 4ª temporada na Série A, mas não é indicado como candidato ao título, mas quem sabe surpreende e chega às semifinais.
- Nacional - O maior campeão amazonense pela 1ª vez na década inicia um campeonato sem ser considerado um dos favoritos. Eliminações precoces em torneios nacional, mudança de direção de crise financeira perseguem o clube que pena para se organizar no futebol. Tem camisa e elenco para estar entre os quatro, mas o título parece um sonho mais distante.
- Penarol - O clube de Itacoatiara está se reorganizando, para essa temporada está longe de ter a força de outros anos. Sua luta tende a ser para não cair.
- Princesa - Finalista das últimas quatro edições, tudo indica que os rubros de Manacapuru tendem a estar lá mais uma vez.
- Rio Negro - Com novas parcerias, o alvinegro começa 2017 com ares de favorito a estar ao menos na Final. A crise financeira da última decada parece contornada e dessa vez o Barriga-Preta vem pra brigar pelo título sem ser considerado uma surpresa como foi em 2016. Com 17 títulos estaduais, o Galo pode estar voltando ao protagonismo no futebol do estado.
- São Raimundo - Dos clubes que permaneceram na elite em 2016, o Tufão tende a ser o mais cotado a ser um dos rebaixados. Parceria com um Selecionado Amador do interior do Estado e crise interna colaboram pra uma equipe fraca que terá como maior objetivo fugir do rebaixamento.

## Regulamento
O campeonato será disputado em três fases: Classificatórias, Eliminatórias e Finais. A Primeira Fase será disputada em turno e returno, com os quatro primeiros ao final dos dois turnos avançando para as Semifinais. Do mesmo modo, os clubes que ocuparem as duas últimas colocações da tabela disputarão a Série B em 2018. Em caso de empate entre dois ou mais clubes, os critérios de desempate são, em ordem:
1. Vitórias;
2. Saldo de Gols;
3. Gols Pró;
4. Confronto Direto (em caso de empate entre dois clubes apenas);
5. Gols Sofridos;
6. Sorteio;

Nas semifinais os confrontos serão em ida e volta, com as equipes de melhor critério técnico jogando pelo empate e com a vantagem do mando de jogo. Os dois vencedores avançam para as finais e os eliminados se enfrentam na preliminar da segunda partida das finais na Arena da Amazônia a segunda vaga do Amazonas na Copa Verde de 2018, sem nenhuma vantagem e com penalidades se houver empate durante o tempo regulamentar.
As finais serão realizadas em ida e volta, com o clube com melhor índice técnico jogando pelo empate e com mando de campo, sendo a segunda partida obrigatoriamente sendo realizada na Arena da Amazônia.

## Participantes
- O Holanda Esporte Clube mandará seus jogos no Estádio Carlos Zamith em Manaus.
- A Arena Amazônia irá sediar as principais partidas (clássicos) e Fase Final do estadual.

### Localização das equipes
Manaus possui cinco clubes sediados:
- Nacional, Rio Negro, Fast Clube, São Raimundo e Manaus FC.

## Primeira Fase

### Classificação
| Pos | Equipes              | Pts | J  | V | E | D  | GP | GC | SG  |
| --- | -------------------- | --- | -- | - | - | -- | -- | -- | --- |
| 1   | Nacional-AM[b]       | 26  | 14 | 8 | 2 | 4  | 29 | 19 | +10 |
| 2   | Fast Clube           | 23  | 14 | 6 | 5 | 3  | 23 | 12 | +11 |
| 3   | Manaus               | 23  | 14 | 6 | 5 | 3  | 21 | 14 | +7  |
| 4   | Princesa do Solimões | 23  | 14 | 6 | 5 | 3  | 19 | 15 | +4  |
| 5   | Rio Negro-AM[b]      | 21  | 14 | 6 | 3 | 5  | 24 | 21 | +3  |
| 6   | Penarol              | 20  | 14 | 5 | 5 | 4  | 23 | 17 | +6  |
| 7   | Holanda              | 16  | 14 | 4 | 4 | 6  | 22 | 25 | -3  |
| 8   | São Raimundo-AM      | 1   | 14 | 0 | 1 | 13 | 6  | 44 | -38 |

| Pos | 1ª  | 2ª  | 3ª  | 4ª  | 5ª  | 6ª  | 7ª  | 8ª  | 9ª  | 10ª | 11ª | 12ª | 13ª | 14ª |
| --- | --- | --- | --- | --- | --- | --- | --- | --- | --- | --- | --- | --- | --- | --- |
| 1   | RNE | RNE | NAC | NAC | PRI | NAC | RNE | RNE | NAC | NAC | NAC | NAC | NAC | NAC |
| 2   | NAC | FAS | RNE | PRI | NAC | PRI | PRI | NAC | RNE | RNE | RNE | PRI | PRI | FAS |
| 3   | FAS | NAC | FAS | FAS | RNE | FAS | FAS | FAS | FAS | FAS | MAN | FAS | RNE | MAN |
| 4   | PRI | PEN | PRI | RNE | FAS | RNE | NAC | PRI | PRI | PRI | PRI | MAN | FAS | PRI |
| 5   | MAN | PRI | MAN | PEN | MAN | MAN | MAN | PEN | PEN | MAN | FAS | RNE | MAN | RNE |
| 6   | HOL | HOL | PEN | MAN | HOL | PEN | PEN | MAN | MAN | PEN | HOL | PEN | PEN | PEN |
| 7   | PEN | MAN | HOL | HOL | PEN | HOL | HOL | HOL | HOL | HOL | PEN | HOL | HOL | HOL |
| 8   | SRA | SRA | SRA | SRA | SRA | SRA | SRA | SRA | SRA | SRA | SRA | SRA | SRA | SRA |

| p. ^ As equipes Nacional-AM e Rio Negro-AM foram punidas com a perda de 20 e 7 pontos, respectivamente, devido a escalação de jogadores irregulares. Contudo, em 16 de Maio, foi realizado novo julgamento no qual os clubes foram absolvidos. \| \| \| \| \| Classificados para as Semifinais \| \| \| Eliminados na Fase \| \| \| Série B 2018 \| |                                  |
| |                                  |
| | Classificados para as Semifinais |
| | Eliminados na Fase               |
| | Série B 2018                     |

## Fase Final
|  | Semifinais           | Semifinais | Semifinais | Semifinais |   |             | Final | Final | Final | Final |
|  |                      |            |            |            |   |             |       |       |       |       |
|  | Nacional-AM          | 2          | 2          | 4          |   |             |       |       |       |       |
|  | Princesa do Solimões | 2          | 0          | 2          |   |             |       |       |       |       |
|  | Princesa do Solimões | 2          | 0          | 2          |   | Nacional-AM | 0     | 1     | 1     |       |
|  |                      |            |            |            |   | Nacional-AM | 0     | 1     | 1     |       |
|  |                      | Manaus     | 1          | 1          | 2 |             |       |       |       |       |
|  | Fast Clube           | Manaus     | 1          | 1          | 2 | 0           | 1     | 1     |       |       |
|  | Fast Clube           |            |            |            |   | 0           | 1     | 1     |       |       |
|  | Manaus               | 2          | 1          | 3          |   |             |       |       |       |       |

## Premiação
| Campeonato Amazonense de 2017 |
| Manaus                        |
| ----------------------------- |
| Manaus Campeão (1º título)    |

## Classificação geral
p. ^ As equipes Nacional-AM e Rio Negro-AM foram punidas com a perda de 20 e 7 pontos, respectivamente, devido a escalação de jogadores irregulares. Contudo, em 16 de Maio, foi realizado novo julgamento no qual os clubes foram absolvidos.

## Artilharia
| Gols | Jogador                   | Time      |
| ---- | ------------------------- | --------- |
| 10   | Marinho                   | Holanda   |
| 10   | Leonardo                  | Rio Negro |
| 9    | Rodrigo Marajó            | Penarol   |
| 7    | Hamilton                  | Manaus    |
| 6    | Michel Parintins          | Princesa  |
| 6    | Jefferson Araújo          | Nacional  |
| 5    | Wander                    | Princesa  |
| 5    | Léo Guerreiro             | Fast      |
| 5    | Netinho Binho             | Manaus    |
| 5    | Romarinho                 | Holanda   |
| 5    | Edicleber                 | Penarol   |
| 4    | Cristiano                 | Rio Negro |
| 4    | Raílson                   | Fast      |
| 4    | Alexsandro                | Nacional  |
| 3    | Matheus Iton Wanderley    | Manaus    |
| 3    | Arthur Rafael Vitor       | Rio Negro |
| 3    | Robinho Werley            | Fast      |
| 3    | Victor Jefferson Siqueira | Nacional  |
| 3    | Juninho                   | Holanda   |
| 3    | Branco                    | Princesa  |
| 2    | Felipe Willian Saró       | Fast      |
| 2    | Marinelson Weverton       | Princesa  |
| 2    | Charles Paulo Roberto     | Nacional  |

| Gols | Jogador                                            | Time         |
| ---- | -------------------------------------------------- | ------------ |
| 2    | Alan Bahia Vagner Jefferson Teles                  | Nacional     |
| 2    | Gustavo                                            | São Raimundo |
| 2    | Charles Leandro                                    | Rio Negro    |
| 2    | Roger Carlinhos Rocha                              | Penarol      |
| 1    | Fábio Gomes Thiago Brandão Charles Chenko Cassiano | Fast         |
| 1    | Marquinhos Pablo Gregg Gilmar                      | São Raimundo |
| 1    | Elton Napão                                        | Manaus       |
| 1    | Serginho Paulinho Anthony Thiaguinho               | Holanda      |
| 1    | Lucas Bueno Tiago Bastos Hudson Peter              | Nacional     |
| 1    | Canhoto Gelvane Marinelson Randerson               | Princesa     |
| 1    | Jamesson Léo Silva Clóves Alex Kitó                | Penarol      |

| 1 | Gregg        | São Raimundo | Fast     |
| 1 | Rafael Vitor | Rio Negro    | Nacional |